# 289
El año 289 (CCLXXXIX) fue un año común comenzado en martes del calendario juliano, en vigor en aquella fecha.
En el Imperio romano el año fue nombrado como el del consulado de Baso y Quintiano o, menos comúnmente, como el 1042 Ab urbe condita, siendo su denominación como 289 posterior, de la Edad Media, al establecerse el Anno Domini.

## Acontecimientos
- Diocleciano obtiene varias victorias a lo largo del Danubio.
- El intento de Maximiano de reconquistar Britania de manos del usurpador Carausio fracasa debido al mal tiempo.